# Pedro III de Bearne

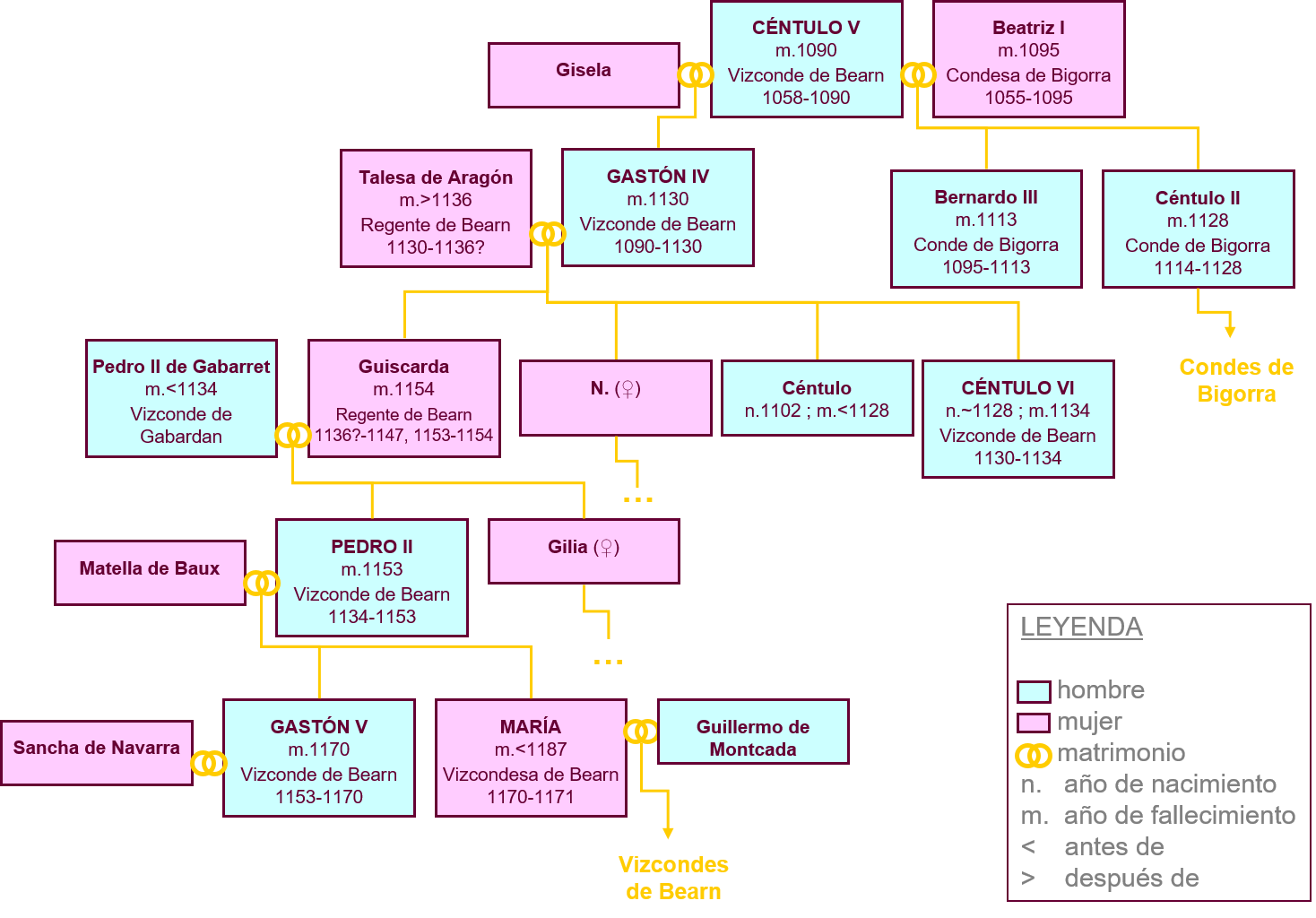
Árbol genéalogico de Pedro II.

Pedro II fue vizconde de Bearne, de Gabardan y de Brulhois desde 1134 hasta su muerte en 1153.
Hijo de Pedro II de Gabarret y de Guiscarda, hija a su vez de Gastón IV de Bearne y de Talesa de Aragón, recibió el título de vizconde tras las muertes sucesivas de su abuelo Gastón IV (1131) y de su tío Céntulo VI (1134). Mientras fue menor de edad ejercieron la regencia su abuela Talesa (hasta al menos 1136) y después su madre Guiscarda (hasta 1147).
Casado con una princesa barcelonesa, participó en la "cruzada" organizada en 1148 por el Príncipe de Aragón Ramón Berenguer IV. Seguía en esto una larga tradición según la cual bearneses y aragoneses combatían codo con codo contra los musulmanes en España. La campaña fue un éxito, conquistando Tortosa, Lérida y Fraga. La fortaleza de Fraga tenía gran valor simbólico para los bearneses porque a sus puertas había muerto el anterior vizconde, Céntulo VI. Por ello Pedro pidió y obtuvo el intercambio de su título de «señor de Huesca» por el de «señor de Fraga».
Promovió las rutas jacobeas pero, contrariamente a su abuelo Gastón IV, fundó hospitales en las rutas hacia Roncesvalles y no en las de Somport como era habitual, a pesar de esto, los hospitales y abadías de Roncesvalles seguían dependiendo del hospital y monasterio de Santa Cristina de Somport, no será hasta el siglo XIII que no se empiece a desplazar el tráfico de peregrinos de Somport a Roncesvalles. 
Su última decisión conocida fue la fundación de un nuevo hospital para peregrinos en Ordios en 1153. Murió poco después, dejando dos hijos pequeños que fueron puestos bajo la responsabilidad de su abuela Guiscarda:
- Gastón[1]

- María

| Predecesor: Céntulo VI | Vizconde de Bearne 1134 - 1153 | Sucesor: Gastón V |